# Демидович, Александр Филиппович
Александр Филиппович Демидович ( 23 апреля 1897, Копыль, Минская губерния — 5 ноября 1965, Казань ) — советский учёный агроном-растениевод. Доктор сельскохозяйственных наук (1949), профессор (1950).

## Биография
Окончил Белорусскую с.-х. академию (1925). Работал научным сотрудником Белорусского научно-исследовательского института сельского хозяйства и лесоводства в Минске и заведующим Опытным полем Всесоюзного института прикладной ботаники и новых культур. Репрессирован, выслан в Казань. С 1931 работал в Казанском сельскохозяйственном институте, декан факультета овощеводства (1943-45), заведующий кафедрой овощеводства (1945-54). В 1954-65 заведующий кафедрой кормопроизводства Казанского ветеринарного института.

Внёс большой вклад в развитие овощеводства открытого и закрытого грунта в Татарии. 

Автор научных работ по селекции и агротехнике кукурузы, люпина, картофеля, капусты, свеклы. 

Автор сортов овощных культур: свекла Казанская – 58, капуста Клыковская 19/23, Сеянец – 7035/566.

## Научные работы
- «Районирование сортов картофеля в ТАССР», 1936
- «Межвидовая гибридизация у картофеля». Тр. Казан, с.-х. ин-та, 1937, стр. 108—131.
- «Селекция картофеля па устойчивость к засухе». Тр. Казан, с.-х. ин-та, 1938, стр. 139—173.
- «История и описание некоторых вегетативных гибридов картофеля». Яровизация, 5—6 (26—27), 1939, стр. 131—135,
- «Местная клыковская капуста и её селекция». Тр. Казан, с.-х. ин-та им. Горького, 1, 1947, стр. 59—71.
- «Семеноводство картофеля в ТАССР». Казань, 1952;
- «О методах селекции и семеноводства картофеля». Казань, 1960.